# Балдасаре Кастильоне
Вижте пояснителната страница за други личности с името Кастильоне.
Балдасаре, Балдасар или Балдезар Кастильоне (на италиански: Baldassarre Castiglione, Baldassar, Baldesar; * 6 декември 1478, Казатико (подселище на дн. Маркария), Маркграфство Мантуа; † 8 февруари 1529, Толедо, Испания), е италиански аристократ – хуманист, писател, дипломат и военен на служба на Папската държава, Херцогство Урбино и Маркграфство Мантуа, граф на Новилара и господар на Казатико.
Неговата проза и поуката, която предлага, се считат за един от най-висшите изрази на Италианския ренесанс. Той служи в много дворове, включително този на Франческо II Гонзага в Мантуа, на Гуидобалдо да Монтефелтро в Урбино и на Лудовико Сфорца „Мавъра“ в Милано. По време на разграбването на Рим (1527) е апостолически нунций на папа Климент VII. 
Най-известната му творба е „Придворният“ (на итал. Il Corteggiano), публикувана във Венеция през 1528 г., която се развива в двора на Урбино, където авторът успява да изживее напълно своята придворна природа. Централната тема на книгата е дискусията, под формата на диалог, на най-подходящите нагласи за един придворен и една придворна дама, за чиито изискани и балансирани разговори авторът си представя, че се провеждат по време на вечерните празненства в двора на Гуидобалдо Да Монтефелтро около херцогиня Елизабета Гонзага.

## Произход
Той е син на Кристофоро Кастильоне (* 1458, † 1499), военен в служба на маркиза на Мантуа Лудовико III Гонзага, и на съпругата му Луиджа Гонзага (* 1458, † 1542). Има двама братя и три сестри:
- Джироламо (* 1480, † 1506), абат на „Света Мария“ в Маркария;
- Полисена (* 1481, † 1537), графиня на Сан Чезарио като съпруга на Джакомо Боскети и майка на Изабела Боскети, метреса на Федерико II Гонзага;
- Франческа (* 1482, † 1569), съпруга на Томазо Строци;
- Франческо (*/† 1484);
- Анна (* 1486, † 1539), монахиня в манастира на Св. Паола в Мантуа, после игуменка

## Биография

### Образование
Произхождайки от семейство, посветено по необходимост на военното дело и на службата на по-могъщи господари, на 12-годишна възраст Балдасаре е изпратен, под закрилата на своя роднина Джован Стефано Кастильоне, в двора на Лудовико Мария Сфорца „Мавъра“, херцог на Милано, където учи в школата на хуманистите Джорджо Мерула латински и на Деметрио Калкондила старогръцки език. Запознава се с италианската литература, като се запалва особено по Франческо Петрарка, Данте Алигиери, Лоренцо Великолепни и Анджело Полициано, под ръководството на болонския хуманист Филипо Бероалдо. Що се отнася до военната подготовка, той се упражнява заедно с кондотиера Пиетро Монте. За съжаление престоят му в Милано, помрачен през последните години от смъртта на младата херцогиня Беатриче д’Есте и на нейния баща Ерколе I след раните, получени в битката при Форново през 1495 г., трябва да приключи и принуждава Балдасаре като първороден син да се грижи за семейните интереси на страната на майка си.

### Период при Гонзага
През 1499 г. той се завръща в Мантуа, за да служи на Франческо II Гонзага, съпруг на Изабела д’Есте, въпреки че никога не е бил привлечен от грубата личност на маркиза. Отношенията му с Изабела д'Есте, напротив, винаги са били  белязани от хармония по отношение на общите възгледи и интереси. За да представи тяхното вече консолидирано приятелство, Изабела решава лично да участва в сватбеното шествие на Балдасаре с Иполита Торели. В мантуоланския двор той, продължавайки семейната традиция, постъпва на служба при Франческо II като конник, следвайки го първо в Павия и след това отново в Милано, където става свидетел на триумфалното влизане на френския крал Луи XII на 5 октомври. След като се връща в Мантуа, Балдасаре предлага службата си на господаря като маркизски чиновник (той е кастелан на Кастильоне в района на Мантуа по време на завръщането на Лудовико „Мавъра“ в Милано) и през есента на 1503 г. го следва в Южна Италия, когато се изправя срещу испанците в битката при Гариляно, претърпявайки тежко поражение на 29 декември.

### На служба на Херцогство Урбино

#### Космополитен двор
Междувременно херцогът на Урбино Гуидобалдо да Монтефелтро, след като си възвръща владенията след смъртта на папа Александър VI, идва в Рим, за да отдаде почит на новия папа Юлий II. С пряко познаване на Рим, Урбино и херцог Гуидобалдо Балдасаре изживява „чара, толкова различен, но еднакво дълбок, на двата града“ в сравнение с по-провинциалната Мантуа. Благодарение и на интереса на херцогиня Елизабета Гонзага той е освободен от служба при господаря на Гонзага, за да се премести в по-обещаващия и приятен град Урбино, въпреки че това събужда у маркиз Франческо II Гонзага известно негодувание към бившия му служител. Така през 1504 г. започва може би най-щастливият период за Балдасаре, който постъпва на служба в двор, по-пищен и елегантен от този в Мантуа. Въпреки че е военен на херцога на Урбино и е началник на група от петдесет мъже, той има възможност да посещава често двора на Урбино, който е истински космополитен център на гениалност и елегантност. В Урбино Балдасаре се среща с видни хора: херцогиня Елизабета Гонзага и нейната балдъза Емилия Пио, дожа на Венеция Отавиано Фрегозо, Федерико Фрегозо, бъдещ архиепископ на Палермо, Чезаре Гонзага, братовчед на Балдасаре, Джулиано II де Медичи, най-малкият син на Лоренцо Великолепни, граф Лудовико ди Каноса и известния венециански писател и бъдещ кардинал Пиетро Бембо. Там Балдасаре успява да изживее напълно своята придворна природа, посвещавайки се на литературата и театъра. В първия случай той се грижи за сценичния дизайн първо на еклогата „Тирс“ (1506), след това през 1513 г. на „Каландрия“ – театрална творба на неговия приятел и бъдещ кардинал Бернардо Довици да Бибиена. На второ място, той допълнително усъвършенства дворцовата си дейност, поставяйки основите на теоретичното изложение на добрия придворен в едноименното произведение.

#### Посланик и военни мисии
Пребиваването му в Урбино не е постоянно: нает от господаря си като посланик, той е в Англия през есента/зимата на 1506 г. в двора на Хенри VII, за да благодари на английския суверен за предоставянето на Гуидобалдо на честта да бъде като част от Ордена на жартиерата. По този повод той посвещава на английския суверен Epistola de vita et gestis Guidubaldi Urbini Ducis. Отново през май 1507 г. той е в Милано, за да представлява херцога пред краля на Франция Луи XII, но също така е изпратен в Рим като посланик, предвид много тесните феодални връзки, които съществуват между Светия престол и Херцогство Урбино, сега, когато херцогската титла е преминала към Франческо Мария I дела Ровере, роднина на папа Юлий II (1508). Херцогската двойка е бездетна поради импотентността на Гуидобалдо и така на 18 септември 1504 г. Гуидобалдо е принуден да приеме за свой наследник Франческо Мария I дела Ровере, папски племенник. Междувременно, в началото на управлението на Франческо Мария, Балдасаре е назначен от новия херцог на Урбино за подест на Губио, така че гражданите му да останат верни на каузата на Дела Ровере, и успява. През тези години хуманистът също участва във военните начинания на папата-воин, като например обсадата на Мирандола от 19 декември 1510 до 20 януари 1511 г. или превземането на Болоня от войските на Урбино. След като показва, че е отдаден на каузата на своя господар, на 2 септември 1513 г. последният му предоставя замъка в Новилара, в района на Пезаро, с титлата „граф“.

#### В Рим при Лъв X
Художествено-културната интелигенция, наследена от новия папа Лъв X в Рим отпапа Юлий II привлича Балдасаре. Новият папа, син на Лоренцо Великолепни и приятел на херцога и на Балдасаре, има за посланик на Франческо Мария I дела Ровере именно Балдасаре, който трябва да остане в Рим, за да продължи да преследва интересите на Дела Ровере. Трите години, които прекара в празничния папски двор, карат Балдасаре да повярва, че „има усещането, че [папският] двор е почти дубликат на този в Урбино“: след като открива стария си приятели от периода на Монтефелтро и влиза в контакт с Рафаело и Микеланджело, установявайки сърдечни отношения с тях, карат Балдасаре да повярва в завръщането към щастливата епоха на празненства и разговори, на които често се наслаждава с начетената херцогиня на Урбино Елизабета Гонзага.
Освен това, започвайки от 1513 г., Балдасаре започва да пише „Придворният“, отбелязвайки началото на писателската си дейност. За съжаление политиката на новия понтифекс съсипва тази химера. Лъв X, нетърпелив да издигне семейството си, обявява херцог Франческо Мария дела Ровере за свален от власт в полза на своя племенник Лоренцо II де Медичи въпреки отрицателното мнение на брата на папата, Джулиано де Медичи, херцог на Немур. Идването на власт на новите господари, бягството на херцога в Мантуа и декларираната лоялност към каузата на Дела Ровере от Балдасаре го принуждават да напусне Рим, за да се върне в старото си владение Казатико.

### Втори мантуански период
След като се завръща в Мантуа, на 15 октомври 1516 г. 37-годишният Балдасаре се жени за 15-годишната Иполита Торели, дъщеря на Гуидо II Торели и Франческа Бентивольо. След като възстановява сърдечните си отношения с владетеля на Мантуа Франческо II Гонзага, Балдасаре прекарва няколко доста спокойни години, като прави и пътуване до Венеция в компанията на съпругата си и двора на Гонзага. През 1519 г., когато младият Федерико II Гонзага става маркиз на Мантуа, Балдасаре е изпратен обратно в Рим, за да консолидира позицията на новия господар с папа Лъв X. В същото време той допринася и за каузата на Дела Ровере, като гарантира, че веднага след смъртта на Лъв X колегията на кардиналите ще го възстанови в неговите владения, току-що са отвоювани със силата на оръжието.

### В служба на папството
След като овдовява през 1520 г., Балдасаре става свещеник, за да осигури собствените си материални нужди, и получава потвърждение за новия си статут с бележка от 9 юни 1521 г. от самия понтифекс. Изпратен в Рим на конклава, който избира папа Адриан VI, с надеждата, че кардинал Шипионе Гонзага ще бъде избран за папа, той служи при Федерико Гонзага отново като придворен и военен командир, но вече щастието на двора в Урбино и на Рим на Медичите липсват. Всичко това се променя, когато през 1523 г. кардинал Джулио де Медичи е избран на папския престол с името Климент VII.

#### Апостолически нунций в Испания
На 19 юли 1524 г. папата прави Балдасаре апостолически нунций в Испания при император Карл V. Освободен от връзките си с маркиза на Мантуа, на 7 октомври същата година той напуска Рим, за да поеме тази задача. Мисията не е от най-лесните, тъй като младият император се бори с краля на Франция Франсоа I за надмощие в Италия, където сигурността и доверието в Папската държава също са застрашени. След като кралят на Франция е победен в битката при Павия през 1525 г., папа  Климент VII, който се е съюзил с французите, за да овладее имперското надмощие, е нападнат от испански и германски войски, което води до ужасното разграбване на Рим през 1527 г. Балдасаре е несправедливо обвинен от папата, че не е успял да предвиди събитието, въпреки факта че е представил мемориал на кардинал Джовани Салвиати, в който папата го поздравява за имперската победа. 
Посвещава последните си години на отпечатването на „Придворният“, публикувана във Венеция от името на Пиетро Бембо през 1528 г., и на спора с испанския богослов Алфонсо де Валдес относно католическата ортодоксалност.

### Смърт
Поразен от пристъпи на треска, Балдасаре, реабилитиран от Папската курия, умира в Толедо на 8 февруари 1529 г. на 50 г. Първоначално е погребан по волята на императора, който винаги е хранил голямо уважение към него, в параклиса на Св. Илдефонсо в катедралата на Толедо. На пристигналите в Испания роднини император Карл тържествено оплаква наскоро починалия нунций с тези думи: „Аз ви казвам, че умря един от най-добрите благородници в света“.
След шестнадесет месеца възрастната му майка, искайки да изпълни заветното разпореждане на сина си, пренася тялото му в Мантуа, за да бъде погребано до това на съпругата му в светилището на Санта Мария деле Грацие в Куртатоне близо до Мантуа, при портите на града, в гробница – дело на Джулио Романо. В лявата колона до саркофага е гравирана латинската епитафия, продиктувана от Пиетро Бембо: „На Балдасаре Кастильоне от Мантуа, украсен с всички природни дадености и много изящни изкуства, ерудиран в гръцката, латинската и италианската литература, а също и поет. След като получава замъка Новилара близо до Пезаро като подарък за военната си доблест, той завършва две легации в Англия и Рим, докато ръководи тази в Испания и се грижи за интересите на върховния понтифекс Климент VII, той завършва писането на четирите книги на придворния. Накрая, след като император Карл V заповядва да бъде назначен за епископ на Авила, той завършва живота си в Толедо, радвайки се на голяма слава сред всички народи. Живя 50 години, 2 месеца и 1 ден. Майка му Луиджа Гонзага, оцеляла против волята си, поставя този паметник на своя заслужил син през 1529 г.“

## Брак и потомсво
∞ 15 октомври 1516 в Мантуа за Иполита Торели (* 24 февруари 1501, † 25 август 1520, Мантуа), поетеса и аристократка, дъщеря на Гуидо II Торели и Франческа Бентивольо. три деца:
- Камило Кастильоне (* 3 август 1517, † 6 януари 1598, Казале Монферато), кондотиер, ∞ за Катерина от графовете Мандели от Пиченца (* 1537, † 1582), от  която има 2 сина и 1 дъщеря;
- Анна Катильоне (* 17 юли 1518), ∞ 1. за Алесандро д'Арко 2. за граф Антонио Иполити ди Гадзолдо;
- Иполита Кастильоне (* 14 август 1520), ∞ за кавалер Ерколе Турки от Ферара

## Творчество и мисъл

### Писател-аматьор
Балдасаре Кастильоне не е професионален писател като Пиетро Бембо или Лудовико Ариосто. Неговото литературно свидетелство, от основните му творби до второстепенните му произведения, е оформено от една страна в опита да възхвали модел на идеалния придворен в епоха, в която княжеството се превръща в почти абсолютна реалност в италианския геополитически контекст на епохата; от друга страна пък е демонстрация на неговата лична култура за целите на придворността. Както пише Джулио Ферони: „неговата богата и разнообразна култура обаче не е... културата на професионалист: за него литературата е израз на това, че е благородник и е начин за участие в живота на благородническото общество“. Ако се вземе „Придворният“ като мярка за света на Кастильоне, може също да се говори за добросъвестното му свидетелство за свят, който вече не съществува, „едно митично място, образ на изгубено щастие“, тогава опустошен от войни за власт и господство сред хората (Ferroni, с. 9. неслучайно говори за опита да се „издигне [с] тази мечта... начина да се отговори на пагубните „мутации“ на съвременна Италия”).

### Идеалния придворен
В една епоха, в която придворността се е превърнала в новия модел на социален живот сред могъщите, Кастильоне е сред водещите писатели на времето, „наставник на дворцовия живот“. В рамките на дворовете на Фелтре и след това на Дела Ровере Кастильоне очертава поредица от начини, по които придворният би могъл да се представи и да се държи, както и точни указания за неговото поведение и неговото културно и физическо възпитание. По същество „Придворният“ се представя като „модерен наследник на хуманистичната педагогика“, тъй като човекът, изобразен там, е „универсален и отворен човек, гъвкав и завършен; той е експерт в оръжията и политиката, но също така разбира от литература, философия и изкуства, той е изискан, но без фалш, той е смел и доблестен, но без показност“. По същество това е трактат по педагогика, насочен към онези, които живеят в тесния и елитарен свят на дворовете.

### Изящество и разчупеност
За Кастильоне основните качества, на които трябва да разчита придворният, са изяществото (grazia) и разчупеността (spezzatura). Изяществото на придворния, типично за специфична аристократично-благородническа класа, е от съществено значение за дворцовия живот, тъй като „грациозността, нежните и любезни маниери следователно са условията, които позволяват на благородника да завладее „онази универсална благодат на“ господари, рицари и дами"“; „грациозността следователно се явява като вид способност, която има за цел да доставя удоволствие и да убеждава. Придворният, подобно на оратора, трябва да знае как да движи, убеждава и убеждава другите. Той винаги трябва да може да даде „добро мнение“ за себе си“. По същество той трябва да може да научи това умение, за да живее в дворцовата среда. Изяществото обаче е свързано с т. нар. sprezzatura, тоест невидимостта на усилието, с което придворният проявява придобитата изящество – качество, противоположно на affettazione, тоест „показността на изискано поведение, на която неестественост и изкуственост“. Кастильоне обаче предлага, въпреки естествеността на своята теория, живот, който е мимезис на реалния: придворният действа „в театър на изявите“, в който вместо това affettazione доминира над sprezzatura, а не обратното.

### Превъзнасяне на литературата
В диалогичната дискусия на „Придворния“ се очертава художествено-образователното първенство на литературата сред качествата на придворния. За Кастильоне „истинската слава на хората е тази, която се възхвалява „в свещената съкровищница на литературата““, тъй като всички древни, включително завоеватели и политици, са следвали стъпките ѝ за трайна слава през вековете.

### Съветник на принца
Четвъртата книга на „Придворният“ се занимава с отношенията между придворния и принца. Речта, изнесена от Отавиано Фрегозо, се занимава с тема, която е „неочаквана, някак несъвместима с първите три части на произведението“. Тонът на речта всъщност е много по-сериозен и конкретен, тъй като Фрегозо (под който се крие душата на автора) заклеймява израждането на дворовете поради некадърни придворни и безнравствеността на принцовете. Следователно идеалният придворен – този, очертан в първите три книги, ще трябва да „коригира“ това състояние на нещата, като образова и съветва принца по пътя на добродетелта. Моделът на принца на Кастильоне, който все още се връща към Хуманизма от XV век на Колучо Салутати и Матео Палмиери и който намира потвърждение в педагогиката на Еразъм Ротердамски на Institutio principis christiani, е много далеч от този на Николо Макиавели: макар че двамата са съгласни относно необходимостта от добродетелта на принца, за да управлява, Кастильоне предлага да се дистанцира принцът от неморалността – същата, която Макиавели вместо това обявява за необходима за управлението на държавата в случаи на необходимост: „„Целта на съвършения придворен, за когото досега не сме говорили, според мен е да спечели, чрез условията, приписвани му от тези господари, такава добра воля и благоразположение на принца, на когото служи, че да може да каже към него и винаги му казвайте истината за всичко, което трябва да знае, без страх или опасност да не му се харесате; и знаейки, че умът на другия е склонен да направи нещо неподходящо, осмелява се да му противоречи и по нежен начин се възползва от благодатта, придобита от неговите добри качества, за да го отстрани от всяко порочно намерение и да го доведе до пътя на добродетелта.“
Както отбелязват обаче Салваторе Гулиелмино и Херман Гросер, политическият модел на придворния Кастильоне е символ на криза на ценностите, поради което неговото поле на действие при принца не е това на първи между равни, а само това на обикновен съветник – прелюдия към превръщането на придворния в обикновен секретар, пазител на безспорните тайни на принца.

### Придворната дама
Еквивалентът на придворния е придворната дама, която в творбата заема подходяща позиция благодарение на фигурата на херцогиня Елизабета Гонзага, нейната балдъза Емилия Пио, Костанца Фрегозо и Маргерита Гонзага. Според Кастильоне в третата книга на неговото произведение дворцовата дама (или придворната) трябва да бъде образована в областта на литературата, изкуствата, музиката и танците, както и да бъде едновременно добра съпруга и добра майка: следователно тя трябва да бъде честна (honesta) жена – дума, която не означава честност като морална добродетел, а по-скоро възприемането на определени етични и социални ценности, които човек би очаквал от жена на добрите нрави, посочени в произведението. Що се отнася до дамата, която все още не е омъжена, ще бъде необходимо тя да обича само онези, които са на разположение да се оженят за нея, и тя трябва да насочи мъжкото си внимание към добродетелни и честни разговори, като вместо това презира обещанията за любов, направени по неясен начин и без никакво точно намерение да ги поддържат. Опорната точка на съвършенството на придворната жена е представена от херцогиня Елизабета Гонзага, както е описано от Уберто Мота: „Елизабета е тайният източник, до който Кастильоне проследява най-интимните причини за своето писане: в темите, жанровете и формите. От нея и от срещата с нея идва откриването и разкриването на нов начин на съществуване в света: херцогинята е уникална жена, изключителен прототип на добродетел и стойност, единственият спътник, достоен за фината душа на Гуидубалдо, и въпреки политическите нещастия на държавата и тъгата, причинена от нейния безплоден брак и вдовство.“

### Въпросът за езика
В началото на XBI век, изправен пред възраждането на интереса към простонародния език поради простонардония хуманизъм, възниква въпросът какво трябва да бъде средството за комуникация между италианците и какви трябва да бъдат моделите на този език. Според Уберто Мота Кастильоне се поставя в линията на антицицеронианството, научено в миланската школа на Калкондила и Мерула, отговаряйки на това, което критиците ще считат за придворна теория, противоположна на тази, която Пиетро Бембо развива през онези години и който той ще види светлината с Prose della volgar lingua от 1525 г. Клаудио Марацини обобщава придворната теория по следния начин: „разликата между този езиков идеал и този на Бембо се състои във факта, че привържениците на придворния език не искаха да се ограничат до имитацията на архаичния тоскански, но предпочитаха да се позовават на живата употреба на специфична социална среда, като например двора“. Всъщност тази позиция е изрично изразена от Федерико Фрегозо в Cortigiano в книга I: „Въпреки това бих похвалил човека, освен че избягва много древни тоскански думи, също така се увери, че използва, както в писмен вид, така и в говорене, онези, които са обичайни днес в Тоскана и на други места в Италия и които имат известна благодат в произношението.“

## Творби

### Il Cortegiano
Славата му е свързана с „Придворния“, разгледана в четири книги под формата на диалог. Написана на различни етапи между 1508 и 1524 г., „Придворният“ се развива през 1507 г., когато херцог Гуидобалдо да Монтефелтро е все още жив, и е отпечатана през 1528 г. във Венеция. В елегантната обстановка на двора на Урбино в продължение на четири вечери се водят диалози, в които се очертава идеалната фигура на съвършения придворен: благороден по родословие, енергичен, вещ в оръжията, музикален, любител на фигуративните изкуства, способен да пише стихове, остроумен в разговора. Цялото му поведение цели да създаде впечатление за изящество и елегантност. Подобна на него перфектната придворна дама. По този начин ни помага да разберем не реалността от периода, а стремежите на една класа към живот, характеризиращ се с елегантен рационален ред, идея за красота, която придава на земните събития превъзходен и вечен смисъл. Произведението има незабавен и общ успех в Европа и служи като модел, дори като проза, въпреки че не съответства на предписанията на Пиетро Бембо: в „Придворния“ идеалът за хармонично спокойствие е изложен и в областта на прозаичната продукция , характеризиращ се с повишена обща структура, богатство и плавност, пластичност към различни регистри за писане.

### Tirsi
„Тирс“ е еклога в 55 октави, написана заедно с неговия братовчед и приятел Чезаре Гонзага, която прославя различните писатели, присъстващи в двора на Урбино, разпознаваеми чрез стиховете, които са написали. Сцената започва с оплакването на овчаря Йола за отказа на влюбената нимфа Галатея да се присъедини към него, когато Тирс се намесва и възхвалява местно божество (зад което се крие Елизабета Гонзага) и всички онези, които са се поставили под нейна закрила. Ясното вергилианско наследство на произведението се дължи на факта, че всички герои, появяващи се в него, се появяват в „Буколики“, но могат да се видят и стилистични елементи, взети от Хораций, Овидий и Катул, както и от метрика, възприета в „Орфей“ от Анджело Полициано. Отпечатана е за първи път през 1553 г. във Венеция, редактирана от Антон Джакомо Корсо.

### Rime
Неговата продукция в поетичното поле е доста ограничена, въпреки че надгробната епитафия на Пиетро Бембо говори за «litteris... hetruscis etiam poetae». Римите, концентрирани в периода в Урбино, се явяват за Кастильоне „като инструмент за изразяване на идентичността на придворния“ и са повлияни от дворцовия петраркизъм, както и от класическото поетично влияние. Те се състоят от две песни и пет сонета, отпечатани от абат Сераси през 1771 г. във втория том на Lettere.

### Carmina
Те се състоят от еклога, озаглавена „Алкон“, посветена на смъртта на неговия приятел Домицио Фалконе и базирана на метри и теми, извлечени от „Буколики“ и „Георгики“ на Вергилий, кратка поема, озаглавена „Клеопатра“, елегии и епиграми. Те са събрани за първи път от Джовани Антонио и Гаетано Волпи в изданието от 1733 г. на Opere volgari e latine, 18 на брой , към които е добавен друг непубликуван в изданието от 1760 г. на Poesie volgari e latine, редактирано от Пиерантонио Сераси за набор от 19 стихотворения. Заглавията са следните: Alcon, Cleopatra, Prosopopoeia Ludovici Pici Mirandulani, De Elisabella Gonzaga canente, Elegy qua fingit Hippolyten suam ad se ipsum scribentem, Ad puellam in litore ambulantem, Ad eamdem, De morte Raphaelis pictoris, De Paullo canente, De viragine, Ad amicam, Epitaphium Gratiae puellae, Insignium domus Castilioniae description, Hippolytae Taurellae epitaphium coniugis, Eiusdem mound, Ex Corycianis, In Cupidinem Praxitelis, De Julius Caesare, De amore.

### Epistole
В допълнение към шестнадесетте послания на простонароден език, сред писмата, които заслужават внимание, са De Vita et Gestis Guidubaldi Urbini Ducis – панегирик в проза на херцога на Урбино, представен на Хенри VII на Англия по случай смъртта на Гуидобалдо да Монтефелтро, и опит за създаване на идеалната фигура на принц; и Писмото до папа Лъв X, което се занимава с римските антики и начина, по който римляните са построили своите сгради.